# Jean Delsarte
Jean Frédéric Auguste Delsarte (* 19. Oktober 1903 in Fourmies; † 28. November 1968 in Nancy) war ein französischer Mathematiker, der zu den Begründern von Bourbaki gehörte.

## Leben
Delsartes Vater leitete eine Textilfabrik in Fourmies, das aber 1914 im Ersten Weltkrieg von den Deutschen erobert wurde. Delsarte ging deshalb in Rouen weiter zur Schule, wo er für seine schulischen Leistungen 1920 eine Medaille erhielt. Ab 1922 studierte er an der École normale supérieure. Dort traf er auf Mitstudenten wie André Weil und Henri Cartan, mit denen er 1935 Bourbaki gründen sollte. 1925 schloss er sein Studium ab und arbeitete nach dem Wehrdienst mit einem Stipendium der Thiers-Stiftung an seiner Doktorarbeit Les rotations fonctionnelles, mit der er 1928 promoviert wurde.
Im selben Jahr (1928) ging er an die Universität Nancy, wo er für den Rest seiner Laufbahn blieb. 1932 hielt er auf dem Internationalen Mathematikerkongress in Zürich einen Vortrag. In Nancy hielt er neben Mathematikvorlesungen (beispielsweise über lineare Transformationen in Hilberträumen und Differentialgleichungen sowie Vorlesungen über Relativitätstheorie) auch öffentliche Kurse über Astronomie. Daneben las er 1931 am Collège de France in Paris und später am Institut Henri Poincaré. Bei einem Treffen mit seinen Pariser Freunden 1934/35 in Paris entstand die Idee zu einem neuen Analysis-Lehrbuch, aus dem dann das Bourbaki-Projekt wurde. 1936 wurde er Professor für höhere Analysis in Nancy. Mit Weil und Cartan, die damals in Straßburg waren, organisierte er ein gemeinsames Seminar und holte Jean Leray nach Nancy, der dort 1938 Professor für Angewandte Mathematik wurde. Im selben Jahr kam Jean Dieudonné nach Nancy. Gleichzeitig war er organisatorisch tätig, beispielsweise als wissenschaftlicher Leiter am CNRS von 1932 bis 1936 und in den Aufnahmekommissionen und Prüfungskommissionen von Schulen (1928/29 sogar in Polen).
Während des Zweiten Weltkriegs diente er zunächst als Artillerieoffizier und kehrte während der Besatzungszeit an die Universität Nancy zurück, wo er 1944 Fakultätsvorsitzender wurde und von 1945 bis 1948 Dekan. Auch nach dem Krieg holte er herausragende Mathematiker nach Nancy wie Laurent Schwartz, Roger Godement, Jean-Pierre Serre und Jacques-Louis Lions und gründete nach dem Vorbild des Pariser Poincaré-Instituts das Elie-Cartan-Institut in Nancy. Daneben war er Gastprofessor an zahlreichen Universitäten im Ausland, unter anderem 1947 am Institute for Advanced Study und regelmäßig 1948 bis 1951 in São Paulo, aber auch in Indien, Kanada, Mexiko, China, Japan und der Sowjetunion. Er starb 1968 an einem Herzanfall.
Delsarte war ein Analytiker, der sich unter anderem mit fastperiodischen Funktionen, Reihenentwicklungen von Funktionen und harmonischen Funktionen beschäftigte. Er erweiterte den Satz von Gauß, dass eine Funktion {\displaystyle f}, deren Funktionswert an jeder Stelle {\displaystyle x} gleich dem Mittelwert der Funktion auf Sphären von beliebigem Radius um {\displaystyle x} ist, harmonisch ist. Nach Delsarte reicht es, wenn ihr Funktionswert gleich dem Mittelwert auf zwei Radien ist, falls die Radienverhältnisse nicht eine endliche Anzahl bestimmter Werte annehmen.
Er war seit 1929 verheiratet und hatte zwei Töchter.
1954 wurde er Ritter der Ehrenlegion und 1962 Kommandeur der Palmes Académique. 1964 erhielt er den Bordin-Preis der französischen Akademie der Wissenschaften.